# Albertus Antonie Nijland

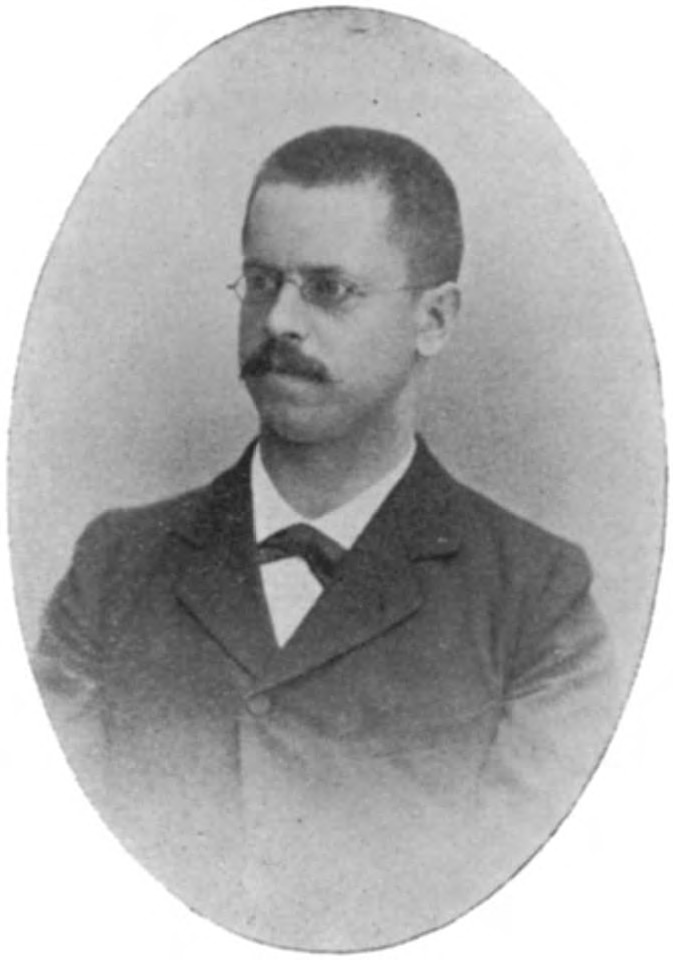
Albertus Antonie Nijland

Albertus Antonie Nijland (* 30. Oktober 1868 in Utrecht; † 18. August 1936 in Utrecht) war ein niederländischer Astronom.

## Leben
Albertus Antonie war der Sohn des Lehrers Arend Jan Nijland (* 20. Juni 1826 in Delden; † 1. Januar 1916 in Utrecht) und dessen zweiter Frau Theodora Johanna Arnoldina Niemeijer (* 5. Dezember 1832 in Wageningen; † 31. März 1873 in Utrecht). 1877 hatte er die Schule besucht an der sein Vater lehrte, bis er 1880 das städtische Gymnasium in Utrecht besuchte und sich 1886 an der Universität Utrecht einem naturwissenschaftlichen Studium der Astronomie widmete. 1895 wurde er Observator an der Utrechter Sternwarte Sonnenborgh. Unter Willem Kapteyn promovierte er mit der Arbeit Over een bijzondere soort van geheele functiën(deutsch: Über eine besondere Sorte von ganzen Funktionen) zum Doktor der Naturwissenschaften. Am 20. November 1897 promovierte er abermals. Unter Jean Abraham Chrétien Oudemans erwarb er sich mit der Arbeit Uitmeting van den sterrehoop G. C. 4410, zoowel door rechtstreeksche waarneming, als op fotografische platenden den Doktor der Mathematik und Astronomie.
Am 24. Mai 1898 wurde Nijland zum Professor für Astronomie und Wahrscheinlichkeitsrechnung an die Rijksuniversiteit Utrecht berufen und übernahm damit verbunden die Direktion der Utrechter Sternwarte. Hierzu hielt er am 23. September 1898 die Einführungsrede Het recht van bestaan der kleine sterrenwachten. Im Akademiejahr 1911/12 fungierte er als Rektor der Alma Mater. Um die Sonnenfinsternis zu erforschen, unternahm er 1901 Expeditionen nach Karang Sago in Sumatra, 1905 nach Burgos, 1912 nach Maastricht und 1914 nach Hernösand. Er war für seine Beobachtungen an veränderlichen Sternen und Veröffentlichungen einiger Artikel darüber in Astronomische Nachrichten, und in anderen Zeitschriften, von 1917 bis 1936 bekannt. Er schlug vor die veränderlichen Sterne jeder Konstellation mithilfe eines einfachen Zählsystems, bestehend aus einem Buchstaben und einer Zahl, zu benennen. Obwohl das Zwei-Buchstaben System schon weit verbreitet war, wurde nach einiger Zeit sein System übernommen. 
Er widmete sich vor allem der Erforschung des Jupiters und einiger Kometen. Der Krater Nijland auf dem Mond ist nach ihm benannt. Er erhielt 1911 das Ehrendoktorat der University of St Andrews, wurde 1911 Mitglied der königlich niederländischen Akademie der Wissenschaften und Ritter des Ordens vom niederländischen Löwen.
Nijland verheiratete sich am 18. August 1904 in Utrecht mit Maria Margaretha Johanna Moll (* 15. Januar 1878 in Pijnacker; † 4. Februar 1975 in Utrecht) die Tochter des Pieter Moll (* 1. April 1831 in Enkhuizen; † 16. Dezember 1918 in Utrecht) und dessen Frau Jakoba Maria van Leeuwen Boomkamp (* 16. Januar 1836 in Edam; † 18. Mai 1914 in Utrecht). Aus der Ehe stammt die Tochter Theodora Johanna Nijland (* 31. Oktober 1905 in Utrecht; † 26. Juni 2005 in Zwolle) welche sich am 12. Mai 1930 in Utrecht verheiratete (gesch. 7. Juni 1952) mit Andries Hendrik Wigand Boele (* 21. September 1902 in Elen en Rhaan (Hellerdoorn); † 22. April 1969 in Doetinchem).